# Helmut Kajzar

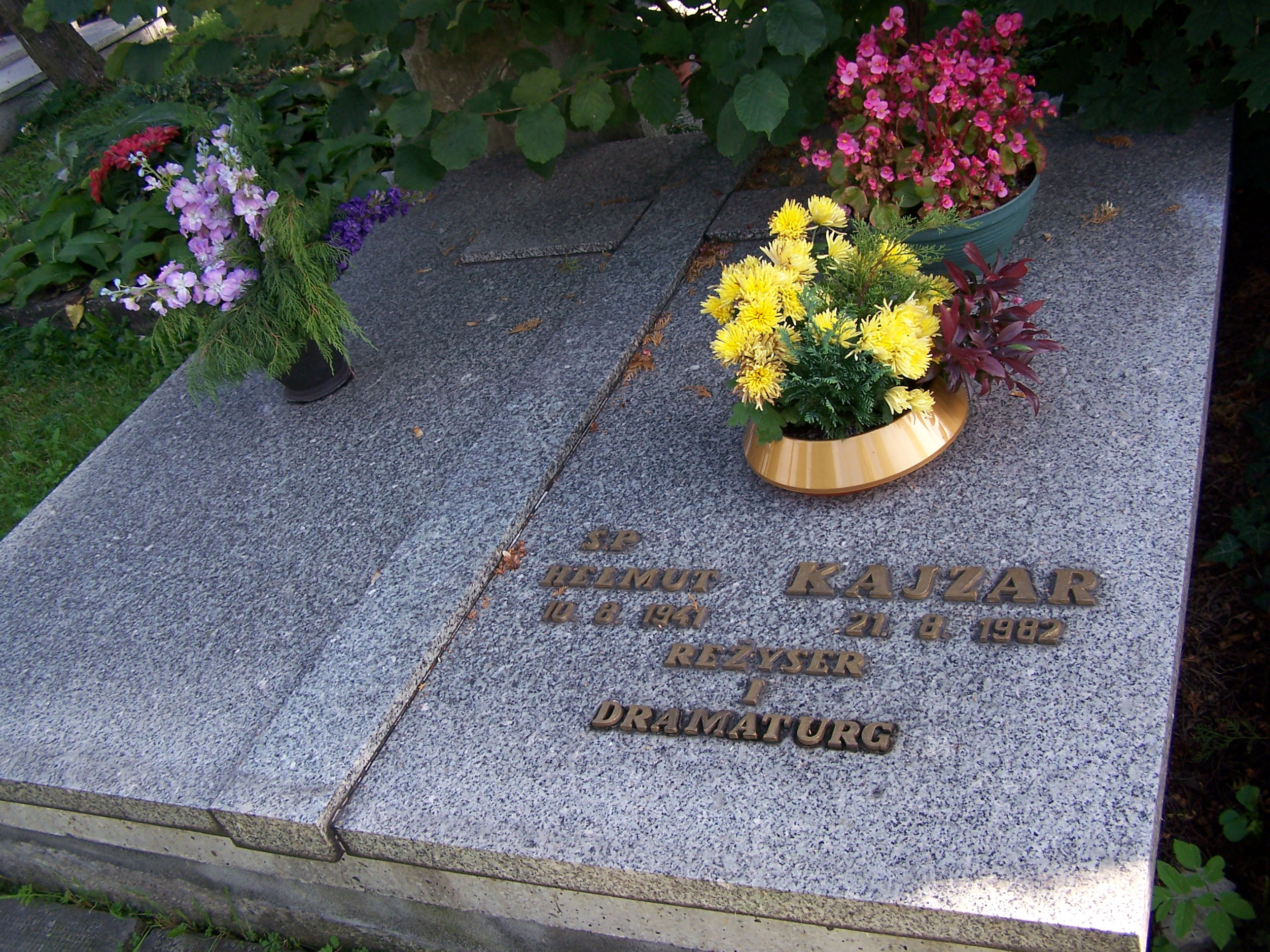
Grabstein auf dem evangelischen Friedhof in Cieszyn

Helmut Kajzar (* 18. August 1941 in Bielitz; † 21. August 1982 in Breslau) war ein polnischer Schriftsteller und Theaterregisseur.

## Leben
Helmut Kajzar studierte in den 1960er Jahren Polnische Sprache und Literatur sowie Philosophie an der Jagiellonen-Universität in Krakau. Während seiner Studienzeit gehörte er dem Studententheater 38 an und begann nach seinen Abschlüssen Regie an der Staatlichen Theaterhochschule PWST in Warschau zu studieren. Seine ersten Inszenierungen als Regisseur waren bereits ab 1967 in Kattowitz und Wrocław zu sehen, bevor er 1969 sein Regiestudium abschloss. 1969 schrieb er auch sein erstes Drama mit dem Titel Paternoster. Als Autor und Regisseur war er dem absurden Theater und dem experimentellen Theater verbunden. Er schrieb zahlreiche originelle Essays über Theatermacher wie Jerzy Grotowski, Tadeusz Kantor und Konrad Swinarski und übersetzte Stücke von Peter Handke und Franz Xaver Kroetz ins Polnische. Neben seinen zahlreichen Inszenierungen in Polen arbeitete er auch in Theatern in Deutschland, England und Schweden. 1980 lebte er ein Jahr mit einem Stipendium des Deutschen Akademischen Austauschdienstes in Berlin. Er schrieb außer seinen Dramen noch Romane und Hörspiele.
Er war mit Jolanta Lothe verheiratet.

## Werke

### Theaterstücke
- 1969 – Paternoster
- 1970 – Ritter Andreas
- 1971 – Antigone
- 1971 – Der Star
- 1972 – Mit drei Kreuzchen
- 1977 – Selbstschutz
- 1978 – Villa Dei Misteri
- 1980 – Der Kuhstall

### Prosa
- 1980 – Ohne Ende
- 1980 – Die Haare des Clowns
- 1981 – Kaufhaus des Westens

### Regiearbeiten
- 1969 – Bolesław Śmiały von Stanisław Wyspiański am Teatr Współczesny in Wrocław
- 1969 – Guernica – 3 Einakter von Fernando Arrabal am Dramatischen Theater Warschau
- 1970 – Der Mann mit der Blume im Mund von Luigi Pirandello am Zeitgenössischen Theater Warschau
- 1973 – Tartuffe von Molière am Teatr Polski in Warschau
- 1973 – La traviata von Giuseppe Verdi an der Oper- und Operette in Krakau
- 1975 – Die Polizei von Sławomir Mrożek am Theater in Tübingen
- 1977 – Śmieszny staruszek von Tadeusz Różewicz am Theater Eclipse in London

Darüber hinaus inszenierte er mehrmals seine eigenen Theaterstücke in unterschiedlichsten Theatern.